# Ilona Massey
Ilona Massey (rozená Hajmássy, 16. června 1910 Budapešť – 20. srpen 1974 Bethesda, Maryland, USA) byla maďarská zpěvačka, která koncem 30. let přesídlila do Hollywoodu, ovšem v hudebních filmech neuspěla a jistého úspěchu došla až v rolích femmes fatales. Dnes je vzpomínána nejvíce kvůli své účasti na filmu bratří Marxových Šťastni v lásce.